# The EastAfrican
The EastAfrican est un journal hebdomadaire créé en 1994, propriété du Nation Media Group, consacré à l'Afrique de l'Est et rédigé en anglais. Il est diffusé au Kenya, en Tanzanie, en Ouganda et au Rwanda.

## Ligne éditoriale
Le journal traite des questions politiques et économiques de l'Afrique de l'Est et rapporte également l'actualité internationale. Il est considéré comme un journal de référence dans la région.

## Diffusion
Le journal est imprimé à Nairobi, la capitale du Kenya, et diffusé au Kenya, en Tanzanie, en Ouganda et au Rwanda, chaque samedi. Sa diffusion est d'approximativement 60 000 exemplaires.
Le titre dispose également d'une édition en ligne, depuis 1996.

### Censure en Tanzanie
De janvier 2015 à janvier 2016, la diffusion de l'hebdomadaire est interdite en Tanzanie, sur ordre du gouvernement. Officiellement, la raison de cet ordre est que le journal n'aurait pas respecté la procédure d'enregistrement dédiée à la presse, mais plusieurs journaux dont The Economist et The Washington Post relèvent que The EastAfrican est pourtant diffusé depuis une vingtaine d'années. D'après eux, cette interdiction résulterait en réalité du mécontentement du gouvernement à l'égard de certaines publications du journal : The EastAfrican rapporte en effet que son rédacteur en chef a été convoqué par le porte-parole du gouvernement, qui a notamment reproché au journal une caricature du président tanzanien Jakaya Kikwete signée du dessinateur de presse Gado ainsi qu'un article critiquant la position du gouvernement tanzanien vis-à-vis des Forces démocratiques de libération du Rwanda,,.